# جزیره کارخانه 1
جزیره کارخانه ۱ ذخیره‌گاه مردمان کری اقوام اولیه کانادا در جزیره کارخانه گوزن در شمال انتاریو است. این یکی از دو ذخیره گاه برای اولین ملت Moose Cree است. جاده شنی برای وسایل نقلیه داخل شهر استفاده می‌شود. هیچ پل وجود ندارد، یک جاده یخی در فصل زمستان در دسترس است.